# Línea Gustav

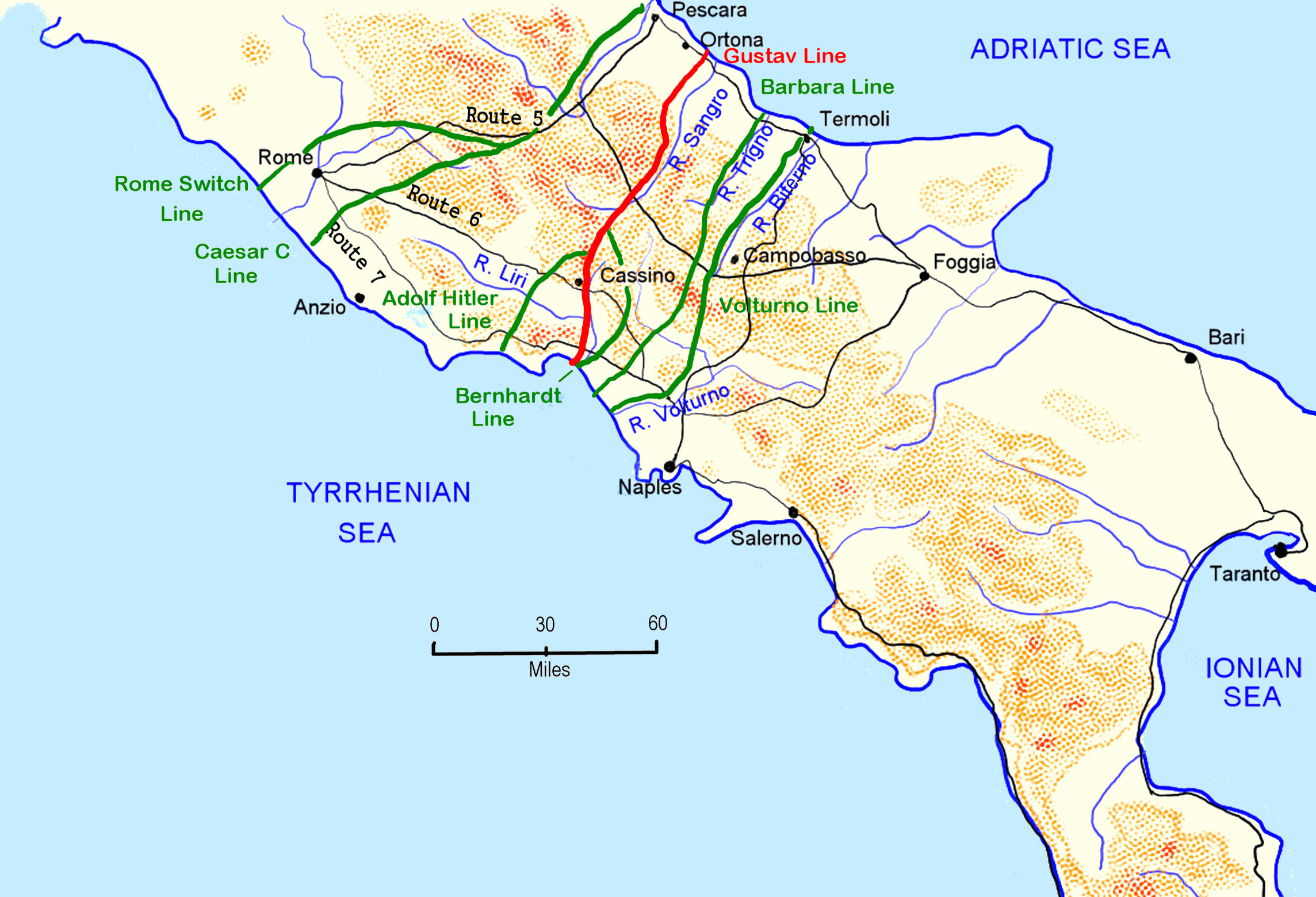
Las distintas líneas defensivas en el sur de Italia (la línea Gustav en rojo)

La Línea Gustav (o de Invierno) consistió en una serie de fortificaciones construidas en Italia durante la Segunda Guerra Mundial por la Organización Todt de la Alemania nazi, pensada con el fin de evitar o, al menos, ralentizar el avance de las tropas aliadas por la península itálica en dirección hacia el norte.
La línea fortificada se extendía desde el mar Tirreno, justo al norte del punto en el cual el río Garellano (Garigliano en italiano) desemboca en el mismo, seguía hacia el oeste a través de los montes Apeninos y llegaba hasta la desembocadura del río Sangro en el mar Adriático. El centro principal de la línea, donde la misma cruzaba el gran eje de comunicaciones norte-sur (hoy en día la autopista 6), se encontraba al pie del monte Cassino y de la abadía de Montecassino que estaba en su cumbre.
La línea había sido fortificada, incluyendo emplazamientos de cañones, búnkeres de cemento, nidos de ametralladora, alambre de espino y campos de minas. Se trataba en realidad de la más sólida y poderosa de las líneas defensivas alemanas ubicada al sur de la ciudad de Roma. La línea Bernhardt se encontraba algo más al sur.
Tras el desembarco en Italia de los Aliados en septiembre de 1943, el Gobierno italiano había capitulado (armisticio de Cassibile), pero el Ejército alemán proseguía con los combates, habiendo logrado reunir unas 15 divisiones para la defensa.
El primer objetivo de las tropas aliadas era alcanzar Roma, la capital de Italia, y para ello la vía más evidente era el valle del río Liri, cercano y al norte de Cassino.
Las tropas alemanas en Italia se encontraban al mando del mariscal Albert Kesselring, mientras que la defensa de la Línea Gustav había sido confiada al general Heinrich von Vietinghoff, del X Ejército alemán.

## El plan de los Aliados
El plan previsto por los Aliados era que el V Ejército estadounidense atacase directamente la Línea Gustav a la altura de Montecassino, mientras que simultáneamente se produciría un desembarco (Operación Shingle) en Anzio, que serviría a la vez tanto como operación de diversión como tentativa de conquista de Roma.

## El asalto de los Aliados
En enero de 1944, las tropas aliadas alcanzaron la Línea Gustav. El jefe aliado era el general Harold Alexander, puesto que el general Montgomery había sido relevado y enviado al Reino Unido, con vistas a los preparativos del desembarco en Normandía. El VIII Ejército británico se hallaba bajo el mando del general Oliver Leese, dado que el general Bernard Montgomery estaba igualmente ocupado en los preparativos del ataque a Normandía. Los británicos ocuparon el ala derecha del avance, o sea el sector este del frente aliado.
Durante todo el mes de enero, la 34.ª División de Infantería estadounidense, que formaba parte del V Ejército estadounidense, había intentado establecer una cabeza de puente al norte del río Rápido, al pie de Montecassino. Kesselring reforzó la Línea Gustav con la 29.ª División de Granaderos Panzer y la 90.ª División de Granaderos Panzer (que hasta entonces estaban desplegadas en Roma). Aunque los Aliados atravesaron en varias ocasiones el obstáculo que suponía el río, los constantes contraataques alemanes les rechazaron hasta el 30 de enero. En esta fecha lograron alcanzar los muros de la Abadía, que ya se encontraba en ruinas tras los bombardeos aliados, aunque sin poder asegurar el dominio sobre la misma. Hasta el 12 de febrero no se consiguió ocupar la Abadía de Montecassino, con la llegada de divisiones frescas formadas por indios y neozelandeses. La conquista de la Abadía supuso bajas muy numerosas.
A pesar de que el desembarco en Anzio aseguró la cabeza de playa, fracasó en términos estratégicos por falta de la adecuada explotación del éxito inicial por parte del general John P. Lucas, logrando los alemanes encajonar a las tropas aliadas en la cabeza de puente. El 11 de mayo se desencadenó un ataque general aliado sobre toda la Línea Gustav, que en términos generales tuvo éxito (salvo en Montecassino), con lo que las tropas alemanas debieron retirarse, perdiendo así la ciudad de Roma, hecho que pudo ser debidamente explotado por la propaganda aliada.
No obstante, la Línea Gustav había cumplido perfectamente el papel para el que los alemanes la habían concebido, ya que retrasó el avance aliado el tiempo suficiente como para que, después de la retirada alemana, se hubiera podido preparar la siguiente línea defensiva: la Línea Gótica.
Por lo demás, la cima de Montecassino no fue conquistada hasta el 18 de mayo, por el Segundo Cuerpo polaco.